# Limbé (Haïti)
Limbé (Haïtiaans-Creools: Lenbe) is een stad en gemeente met 85.000 inwoners. Het is de hoofdstad van het gelijknamige arrondissement. De stad ligt op 25 kilometer van Cap-Haïtien, op de weg naar de hoofdstad Port-au-Prince.
De stad ligt aan de gelijknamige rivier. Hoewel de ontbossing in de rest van het land groot is, is de vallei van deze rivier erg groen.
In de stad staat het ziekenhuis Bon Samaritain ("De Barmhartige Samaritaan"). Van hieruit wordt onder andere onderzoek naar malaria gedaan. Verder bevindt zich in de stad het Guahaba-museum met Taíno-kunst.

## Indeling
De gemeente bestaat uit de volgende sections communales:
| Nr. | Naam                          | Km²   | Inw.2015 |
| --- | ----------------------------- | ----- | -------- |
| 1   | Haut Limbé (of: Acul Jeannot) | 10,38 | 4.487    |
| 2   | Chabotte                      | 24,15 | 3.456    |
| 3   | Camp Coq                      | 26,22 | 9.919    |
| 4   | Soufrière                     | 21,98 | 5.478    |
| 5   | Ravine Desroches              | 27,93 | 59.689   |
| 6   | Ilot-à-Corne                  | 15,14 | 2.273    |